# ナチュラル・ワンダー
ナチュラル・ワンダー(Natural Wonder)は、1995年に発表されたスティーヴィー・ワンダーのアルバム。ライブ・アルバム

## 解説
1994年12月末から1995年1月に行われた「ナチュラル・ワンダー・ツアー」の大阪とイスラエルでのコンサートから収録された2枚組のライブ･アルバム。
「ダンシング・トゥー・ザ・リズム」「スティーヴィー・レイ・ブルース」「ミズ＆ミスター・リトル・ワンズ」は当時の未発表曲。　

## 収録曲

### Disc 1
1. ダンシング・トゥー・ザ・リズム - Dancing To The Rhythm
2. ある愛の伝説 - Love's In Need Of Love Today
3. マスター・ブラスター - Master Blaster (Jammin')
4. スティーヴィー・レイ・ブルース - Stevie Ray Blues
5. ハイアー・グラウンド - Higher Ground
6. ロケット・ラヴ - Rocket Love
7. ステイ・ゴールド - Stay Gold
8. リボン・イン・ザ・スカイ - Ribbon In The Sky
9. 楽園の彼方へ - Pastime Paradise
10. イフ・イッツ・マジック - If It's Magic
11. ミズ＆ミスター・リトル・ワンズ - Ms. & Mr. Little Ones
12. ヴィレッジ・ゲットー・ランド - Village Ghetto Land
13. トゥモロウ・ロビンズ・ウィル・シング - Tomorrow Robins Will Sing

### Disc 2
1. オーヴァージョイド - Overjoyed
2. マイ・シェリー・アモール - My Cherie Amour
3. 涙をとどけて - Signed, Sealed, Delivered, I'm Yours
4. 汚れた街 - Living For The City
5. 愛するデューク - Sir Duke
6. 回想 - I Wish
7. サンシャイン - You Are The Sunshine Of My Life
8. 迷信 - Superstition
9. 心の愛 - I Just Called To Say I Love You
10. フォー・ユア・ラヴ - For Your Love
11. アナザー・スター - Another Star

## プレイヤー
- ジュリー・ブラウン - ドラムス
- ダレル・ジャクソン - パーカッション
- ハーマン・ジャクソン - キーボード
- キース・ジョン - ボーカル(bckgr)
- Marva King  - ボーカル(bckgr)
- イザヤ・サンダーズ - キーボード
- ネーサン・ワッツ - バス、ディレクター
- スティービー・ワンダー - ハーモニカ、ピアノ、Arranger、キーボード、ボーカル、プロデューサー
- Rick Zunigar - ギター

## 製作
- Gary Adante - Editing, Mixing
- Robert A. Arbittier - Editing, Mixing
- クリス・ベルマン - Mastering
- ジェームズ・ミンチン - 写真撮影
- ブライアン・オニール - ライナーノート
- Henry Panion III - Arranger, Conductor, Orchestration
- Paul Riser -  Arranger, Orchestration
- David Safian - 写真撮影
- ジャッキー・サルウェイ - Art Direction, Design
- 東京交響楽団オーケストラ -
- スティーヴ・トロク - Orchestra Librarian
- Eddie Wolfl - 写真撮影